# Francis Assisi Chullikatt
Francis Assisi Chullikatt, né le 20 mars 1953 à Bolgatty en Inde, est un prélat catholique indien, exerçant son ministère au service de la diplomatie du Saint-Siège. Entré dans le service diplomatique du Saint-Siège en 1988, il est depuis 2016 nonce apostolique au Kazakhstan (en) et au Tadjikistan (en) après avoir notamment été de 2010 à 2014, l'observateur permanent du Saint-Siège aux Nations unies à New York.

## Repères biographiques
Francis Assisi Chullikatt a fait ses études secondaires au collège St-Albert de Cochin dans l'état du Kerala. À l'issue de ses études supérieures, il obtient un doctorat en droit canonique. Il a été ordonné prêtre le 3 juin 1978 pour l'archidiocèse de Verapoly (en) dans l'état du Kerala. Il est ensuite entré dans le service diplomatique du Saint-Siège (15 juillet 1988).
Il a œuvré dans les représentations pontificales au Honduras (en), de plusieurs pays d'Afrique australe, aux Philippines (en), auprès de l'Organisation des Nations unies à New York et dans la section pour les relations avec les États de la secrétairerie d'État.
Le 29 avril 2006, il est désigné comme nonce apostolique en Jordanie (en) et en Irak (en) et élevé au rang d'archevêque titulaire d'Ostra (de).
Le 25 juin 2006, à Verapoly, il est sacré archevêque par Giovanni Lajolo, président du Gouvernorat de l'État de la Cité du Vatican et de la Commission pontificale pour l'État de la Cité du Vatican assisté de Pedro López Quintana, nonce apostolique en Inde (en), et de Daniel Acharuparambil, archevêque de Verapoly.
Le 17 juillet 2010, le pape Benoît XVI le nomme observateur permanent du Saint-Siège aux Nations unies à New York, en remplacement de Celestino Migliore, nommé nonce apostolique en Pologne. Il a présenté sa lettre de nomination au secrétaire général des Nations unies, Ban Ki-moon le 15 septembre 2010.
Sa mission à l'ONU prend fin le 1er juillet 2014 avec la nomination d'un successeur en la personne de Bernardito Auza.
Le 30 avril 2016, il est nommé nonce apostolique au Kazakhstan (en) et au Tadjikistan (en). Il est de surcroît nommé nonce au Kirghizistan le 24 juin 2016.
Le 1er octobre 2022, il est transféré d'Asie centrale vers la Bosnie-Herzégovine (en) et le Monténégro (en) où il devient nonce apostolique.

## Actions
- Au cours de sa nonciature en Irak, Francis Assisi Chullikatt est appelé à co-consacrer Emil Shimoun Nona, archevêque catholique chaldéen de l'archéparchie de Mossoul le 8 janvier 2010 et Bashar Matti Warda, archevêque catholique chaldéen de l'archéparchie de Arbil le 3 juillet 2010.
- Francis Assisi Chullikatt a rappelé le 10 juin 2011[5] à New York au cours d’une conférence sur le Hiv/Sida, l’importance de la famille dans la lutte contre le Sida.
- Le 1er juillet 2011, à Kansas City, au cours d'une conférence, Francis Assisi Chullikat a prononcé un discours sur l'enseignement de l'Église sur la dissuasion nucléaire, l'utilisation des armes nucléaires et l'objectif d'un monde exempt d'armes nucléaires.

### Note
1. ↑  Depuis le 24 juin 2016 pour ce pays.
2. ↑  Pour le Kazakhstan
3. ↑  Il est le premier prélat non italien à occuper ce poste.